# Joan Llaneras
Joan Llaneras Rosselló (ur. 17 maja 1969 w Porreras na Majorce) – hiszpański kolarz torowy i szosowy, czterokrotny medalista olimpijski, dwunastokrotny medalista torowych mistrzostw świata. Specjalizuje się w wyścigach punktowych oraz w wyścigach dwójek, tzw. madisonie.

## Sukcesy

### Igrzyska olimpijskie
- Sydney 2000 –  złoto – wyścig punktowy
- Ateny 2004 –  srebro – wyścig punktowy
- Pekin 2008 –  złoto – wyścig punktowy
- Pekin 2008 –  srebro – Madison

### Mistrzostwa świata w kolarstwie torowym
- Manchester 1996 –  złoto – wyścig punktowy
- Perth 1997 –  złoto – Madison
- Perth 1997 –  brąz – wyścig punktowy
- Bordeaux 1998 –  złoto – wyścig punktowy
- Berlin 1999 –  złoto – Madison
- Manchester 2000 –  złoto – wyścig punktowy
- Manchester 2000 –  srebro – Madison
- Antwerpia 2001 –  srebro – Madison
- Stuttgart 2003 –  srebro – wyścig punktowy
- Los Angeles 2005 –  brąz – wyścig punktowy
- Bordeaux 2006 –  złoto – Madison
- Palma de Mallorca 2007 –  złoto – wyścig punktowy